# Roy Miller
Roy Miller Hernández (San José, Costa Rica, 24 de noviembre de 1984) es un exfutbolista costarricense.
Debutó en la Primera División con el Cartaginés en 2002, cuando tenía diecisiete años. En 2005 fue fichado por el Bodø/Glimt de Noruega, donde en su primera temporada pierde la categoría. Luego de desarrollar dos torneos regulares, en 2008 firmó con el Rosenborg Ballklub del mismo país. Fue cedido a préstamo en el Örgryte IS de Suecia, con el cual descendió. Una vez finalizado el lapso, se incorporó al New York Red Bulls de la Major League Soccer, teniendo cinco años de carrera de manera ininterrumpida. Conquistó dos veces la MLS Supporters' Shield en 2013 y 2015. Regresó a Costa Rica después de diez años para jugar en el Deportivo Saprissa a partir de 2016. En diciembre de ese año se hizo con el título de Invierno y en marzo de 2017 volvió al balompié estadounidense, donde fichó por el Portland Timbers. En agosto de 2019 alcanzó su segunda etapa como jugador saprissista, ganando el título de Liga Concacaf y el Torneo de Clausura 2020. Después se incorporó al Santos de Guápiles y al Sporting.
Es internacional con la selección costarricense desde 2005. Se destaca su participación en el Mundial de 2014, en la Copa Oro de la Concacaf de 2005, 2013 y 2015, y los dos títulos de la Copa Centroamericana en 2005 y 2014, además del subcampeonato en 2011.

## Trayectoria

### Inicios
Roy Miller es el menor de sus hermanos Jorge y Leslie. Su padre vivía en Estados Unidos buscando destacar en la salsa mientras que su madre, Marjorie, llegaba todos los días a las nueve de la noche tras una jornada de empleada doméstica, para que pudiera pagar la casa. Durante su infancia, Roy solía practicar fútbol en el planché de la urbanización Santa Bárbara, ganándose el apodo de «Melford» por sus piernas largas y rematar parecido a Hernán Medford. Desarrolló una fortaleza superior al resto de sus compañeros, aprendió a ser técnico con sus movimientos y desplegó rapidez. Poco después trabajó en las plantaciones de café y en uno de los partidos del barrio, fue observado por el entrenador Olman Rojas, quien se mostró interesado por los hermanos Miller. Él les dio una oportunidad de jugar en el club Juventud Olímpica, hasta les regaló un par de tacos y les facilitaba los pasajes del autobús. La vida de Roy se dividió en los estudios, practicar el deporte y los videojuegos donde incluso consideró retirarse para dedicar de lleno al estudio. Fue hasta que un colega le dijo que lo acompañara a hacer una prueba en la Selección Sub-15, en la que Miller terminó convenciendo a los visores. Luego su camino se centró en el equipo Cartaginés.

### C. S. Cartaginés
El defensa hizo su debut en la Primera División, con el cuadro del Cartaginés, el 10 de febrero de 2002 en un partido que enfrentó a Alajuelense en el Estadio "Fello" Meza, por la cuarta fecha del Torneo de Clausura. De la mano del director técnico Rolando Villalobos, Miller entró de cambio al minuto 82' por el hondureño Christian Santamaría y el marcador terminó empatado a un gol. Después tuvo una aparición el 20 de febrero frente al Pérez Zeledón (victoria 1-0), de nuevo ingresando de relevo, y logró su primera presencia en la alineación estelar el 3 de marzo contra Osa (0-0), aunque Miller salió de relevo al minuto 20' por Carlos Johnson. Su equipo, a finales de marzo cambió de entrenador y nombró al argentino Carlos De Toro. Al término de la temporada, el mismo De Toro influyó para que Miller y Carlos Johnson fuesen enviados a realizar una prueba de diez días en el Club Olimpo, el cual recién ascendía a la Primera División de Argentina. Sin embargo, ninguno de los dos logró quedarse y debieron regresar al conjunto blanquiazul.
Miller adquirió más protagonismo en la temporada 2004-05, en la que obtuvo un total de veintiocho apariciones.

### F. K. Bodø/Glimt

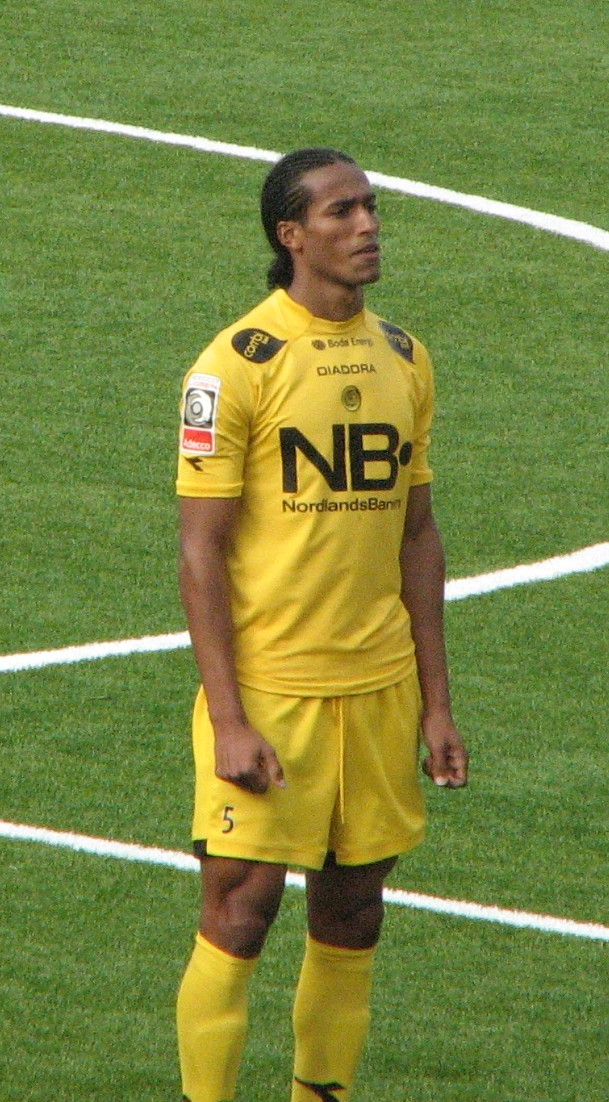
Miller jugando para el F.K. Bodø/Glimt.

El 5 de agosto de 2005, se confirma el vínculo por tres años y medio de Miller junto a Randall Brenes al Bodø/Glimt de Noruega. Hizo su debut el 28 de agosto en la visita contra el Vålerenga, jugando apenas seis minutos en la derrota por 3-1. El 29 de octubre su equipo perdió la categoría tras finalizar en el último lugar de la tabla.
Roy se mantuvo en el club pese al descenso y disputó la temporada 2006 de la segunda categoría noruega. Comenzó la campaña el 17 de abril por la segunda jornada frente al Løv-Ham, siendo titular por 80 minutos en la derrota de 3-2. El 5 de junio marcó el primer gol de su carrera al minuto 28' sobre el Pors Grenland, para ayudar a su conjunto en la victoria 1-2 de visita. Culminó la temporada con dieciocho apariciones, en las que consiguió tres anotaciones y dos asistencias.
Para su tercera campaña, el defensa consolidó un puesto en la titularidad y alcanzó veintiséis compromisos desarrollados, con tres goles en total sobre los rivales del Skeid Fotball (victoria 4-1), HamKam (triunfo 6-1) y Moss (derrota 1-2). Su equipo obtuvo el tercer lugar de la tabla y por lo tanto enfrentó una serie de promoción contra el duodécimo de la Tippeligaen 2007 que fue el Odd Grenland. El 12 de noviembre su club logró el ascenso mediante las dos victorias.

### Rosenborg Ballklub
El 28 de febrero de 2008, Miller fue contratado por el Rosenborg Ballklub por un periodo de tres años.
Afrontó el inicio de la Tippeligaen 2008 el 31 de abril con victoria de 2-1 sobre el Lyn Oslo, fecha en la que el defensor alcanzó la totalidad de los minutos. Sumó un total de catorce partidos disputados.
Miller hizo su debut en certamen internacional el 6 de julio de 2008, por la ida de la segunda ronda de la Copa Intertoto de la UEFA contra el Ekranas de Lituania. En esta competencia logró la regularidad de cuatro partidos jugados y completó todos los minutos en cada uno de ellos. El 27 de julio, tras la victoria sobre el NAC Breda de Países Bajos, su equipo se proclamó cocampeón junto a otros diez clubes.

### Örgryte I. S.
Luego de no tener mucho protagonismo en el Rosenborg, el 29 de julio de 2009 se marchó como cedido al Örgryte de Suecia, hasta el 31 de diciembre de ese año. Jugó su primer duelo el 3 de agosto ante el Örebro (2-2), donde entró de cambio al comienzo del segundo tiempo por Tommy von Brömsen. Tuvo catorce presentaciones en la Allsvenskan, sin embargo su club no pudo mantener la categoría y descendió a la Superettan.

### New York Red Bulls

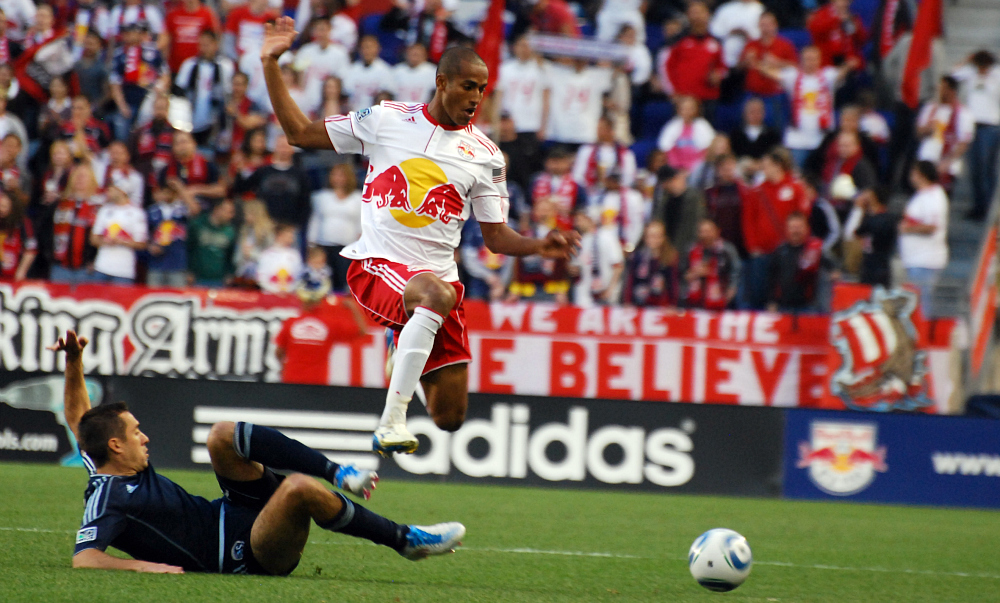
El defensor envuelto en una barrida durante un partido con el New York Red Bulls.

El 4 de enero de 2010, Miller ficha por el New York Red Bulls de la Major League Soccer firmando un contrato de dos temporadas. Debutó en la liga el 27 de marzo frente al Chicago Fire (victoria 1-0) en el Red Bull Arena. El defensa completó la totalidad de los minutos y utilizó la dorsal «7». En su primera temporada participó en veintisiete cotejos, producto de la confianza que le brindó el entrenador sueco Hans Backe.
Al cierre de la Major League Soccer 2013, ganó con su equipo la Supporters' Shield luego de que este alcanzara el liderato general de la tabla. El 26 de noviembre de ese año, renovó su contrato e ignoró una oferta del Deportivo Saprissa que quería hacerse con sus servicios.
El 10 de agosto de 2014 alcanzó los cien partidos disputados en su club.
El 30 de noviembre de 2015 queda fuera del equipo tras su eliminación en las finales de conferencia contra el Columbus Crew. Miller pudo volver a ganar la Supporters' Shield en esa temporada. Se marchó con 135 apariciones y aportó un total de quince asistencias.

### Deportivo Saprissa
El 28 de diciembre de 2015, Miller regresó a Costa Rica y firmó con el Deportivo Saprissa por tres años.
La primera jornada del Campeonato de Verano 2016 se efectuó el 17 de enero contra el conjunto de Belén, en el Estadio Ricardo Saprissa, con la responsabilidad de defender el título de campeón obtenido el torneo anterior. Aunque su equipo empezó perdiendo desde el primer minuto del juego, logró remontar y ganar con marcador de 2-1, con goles de sus compañeros Daniel Colindres y David Ramírez; Miller participó los 90 minutos. El 24 de febrero marcó de cabeza el gol de la victoria 1-2 sobre Limón al minuto 79', el cual significó el primero de su carrera en la máxima categoría costarricense. Al término de la etapa regular de la competencia, su club alcanzó la segunda posición de la tabla, por lo que clasificó a la ronda eliminatoria. El 30 de abril se efectuó la semifinal de ida en el Estadio Morera Soto ante Alajuelense; el marcador terminó en pérdida de 2-0. El 4 de mayo, su equipo llegó a la vuelta con la responsabilidad de revertir lo ocurrido. No obstante, el resultado finalizó de nuevo en derrota, siendo esta vez con cifras de 1-3, sumado a esto que el global fue de 1-5. Con lo obtenido en la serie, su club perdió la posibilidad de revalidar el título tras quedar eliminado. El futbolista tuvo la regularidad de veintiún juegos.
En la primera fecha del Campeonato de Invierno 2016, su equipo hizo frente al recién ascendido San Carlos, el 16 de julio en el Estadio Nacional. Roy Miller fue titular y el empate de 3-3 prevaleció hasta el final del juego. En el partido de la segunda jornada contra la Universidad de Costa Rica, en el Estadio "Coyella" Fonseca, el defensa marcó su primer gol de la temporada al minuto 85', en la victoria de 0-3. El 14 de agosto fue expulsado en la edición del clásico contra Alajuelense en el Estadio Morera Soto. Cuatro días posteriores se inauguró la Concacaf Liga de Campeones donde su equipo, en condición de local, tuvo como adversario al Dragón de El Salvador. El defensor participó 77 minutos, y el resultado culminó con marcador abultado de 6-0 a favor de los morados. El 25 de agosto se desarrolló la segunda fecha de la competencia continental, de nuevo contra los salvadoreños, pero de visitante en el Estadio Cuscatlán. Tras los desaciertos de sus compañeros en acciones claras de gol, el resultado de 0-0 se vio reflejado al término del tiempo regular. La tercera jornada del torneo del área se llevó a cabo el 14 de septiembre, en el Estadio Ricardo Saprissa contra el Portland Timbers de Estados Unidos. A pesar de que su club inició perdiendo desde el minuto 4', logró sobreponerse a la situación tras desplegar un sistema ofensivo. Los goles de sus compañeros Fabrizio Ronchetti y el doblete de Marvin Angulo, sumado a la anotación en propia del futbolista rival Jermaine Taylor, fueron suficientes para el triunfo de 4-2. El 24 de septiembre logró un gol en la competencia nacional, en la derrota de 4-3 sobre Carmelita. El 19 de octubre se tramitó el último encuentro de la fase de grupos, por segunda vez ante los estadounidenses, en el Providence Park de Portland, Oregon. El jugador participó en la totalidad de los minutos, y el desenlace del compromiso finiquitó igualado a un tanto, dando la clasificación a los morados a la etapa eliminatoria de la competencia. En el vigésimo segundo partido de la primera fase de la liga nacional, su conjunto enfrentó a Liberia en el Estadio Ricardo Saprissa. El marcador de 3-1 aseguró el liderato para su grupo con 49 puntos, y además un cupo para la cuadrangular final. El 27 de noviembre fue la primera presentación para los saprissistas en la última etapa del campeonato, teniendo al Santos de Guápiles como el contrincante en el Estadio "Fello" Meza de Cartago. El defensor emprendió en la titularidad, y al minuto 45' se hizo con una anotación, la cual fue agregada a los otros dos tantos de sus compañeros para el triunfo de 0-3. El 15 de diciembre su equipo venció 2-0 al Herediano, para obtener el primer lugar de la tabla y así proclamarse campeón automáticamente. Con esto, los morados alcanzaron la estrella número «33» en su historia y Miller logró el primer título de liga en su carrera. Estadísticamente, contabilizó veintiséis apariciones y concretó tres goles, para un total de 2436 minutos disputados.
Para el inicio del Campeonato de Verano 2017 que se llevó a cabo el 8 de enero, el equipo saprissista tuvo la visita al Estadio Carlos Ugalde, donde enfrentó a San Carlos. Por su parte, Roy Miller apareció como titular, mientras que el marcador fue con derrota de 1-0. La reanudación de la Liga de Campeones de la Concacaf, en la etapa de ida de los cuartos de final, tuvo lugar el 21 de febrero, fecha en la que su club recibió al Pachuca de México en el Estadio Ricardo Saprissa. El zaguero central fue titular los 90 minutos y el trámite del encuentro se consumió en empate sin anotaciones. El 28 de febrero fue el partido de vuelta del torneo continental, en el Estadio Hidalgo. Las cifras finales fueron de 4-0 a favor de los Tuzos.

### Portland Timbers
Tras haber firmado el 4 de enero de 2017 con el Portland Timbers, el Saprissa negoció con este equipo para mantenerlo hasta su eliminación en certamen internacional. Miller se incorporó al conjunto estadounidense a partir del 7 de marzo. Debutó el 12 de marzo en la visita a Los Angeles Galaxy, donde fue titular con la dorsal «7» y el marcador terminó en victoria 0-1. El 8 de abril marcó su primer gol sobre el Philadelphia Union para el triunfo de 1-3. Terminó la temporada con veintisiete apariciones. El 5 de noviembre sufrió una ruptura en el tendón de Aquiles previo al duelo de semifinales de conferencia, por lo que su tiempo de recuperación abarcaría entre nueve meses y un año.

### Portland Timbers 2
Una vez que superó la lesión, hizo su regreso el 30 de junio de 2018 jugando para el Portland Timbers 2 en la USL Championship, donde enfrentó al Reno 1868 en el Greater Nevada Field. Miller arrancó como titular, salió de cambio al inicio del segundo tiempo por el cubano Arturo Diz, y el marcador se dio en derrota 1-0. Tuvo acción en siete compromisos, pero en agosto sufrió una recaída muscular que le impidió participar en el resto de la temporada. El 10 de diciembre, la dirigencia decide no renovarle su contrato.
El 16 de marzo de 2019, Roy vuelve a ser contratado por el Portland Timbers 2. Disputó un total de trece partidos para 1071 minutos de acción.

### Deportivo Saprissa
El 16 de agosto de 2019, tras haber realizado pruebas físicas, se hace oficial el vínculo del defensor al Deportivo Saprissa firmando hasta mayo de 2020. El 22 de agosto fue habilitado para participar en los torneos de la temporada. Debutó en el juego de vuelta de octavos de final de Liga Concacaf contra el Águila de El Salvador, ingresando de cambio al minuto 84' por Manfred Ugalde. El 26 de noviembre se proclama campeón del torneo continental tras vencer en la final al Motagua de Honduras.
El 29 de junio de 2020, Miller alcanzó su segundo título nacional con Saprissa, luego de superar la serie final del Torneo de Clausura sobre Alajuelense. El 2 de julio se anunció su salida del club.

### Santos de Guápiles
El 24 de septiembre de 2020, último día de transferencias, Roy fue incorporado como refuerzo del Santos de Guápiles.
El 1 de junio de 2021 queda fuera del equipo, luego de tener diecinueve participaciones y un gol en el Torneo de Clausura.

### Sporting F. C.
El 2 de junio de 2021, Miller fue anunciado como nuevo jugador del Sporting.

## Selección nacional

### Categorías inferiores
Tras debutar en el año 2000 con la Selección Sub-17 de Costa Rica en partidos amistosos, con Juan Diego Quesada como entrenador y donde anotó un gol, Miller disputó en 2001 la primera competición oficial correspondiente a la Copa Mundial celebrada en Trinidad y Tobago. Jugó su primer partido ante Irán en el Estadio Larry Gomes, al ingresar de cambio al minuto 68' por Gabriel Badilla en la victoria por 0-2. También fue partícipe como relevo en los compromisos restantes del grupo B contra Paraguay (triunfo 0-3) y Malí (derrota 0-2). Su país fue eliminado en cuartos de final por Burkina Faso el 24 de septiembre, con marcador de 0-2. En esta ocasión Roy alineó como titular.
Igualmente teniendo de entrenador a Quesada, Roy alcanzó la categoría Sub-20 para enfrentar la fase preliminar eliminatoria hacia el Torneo de la Concacaf 2003. Debutó el 6 de septiembre de 2002, en la alineación titular durante los 90 minutos contra Guatemala (derrota 1-0). Posteriormente jugó ante Honduras (pérdida 0-2) y Nicaragua (victoria 6-0). Su selección cerró la participación mediante el triunfo 0-1 sobre El Salvador. Los resultados obtenidos dejaron a su grupo sin posibilidades de optar por una plaza al Mundial, de forma prematura.

### Selección absoluta
Su debut en un encuentro oficial con la selección absoluta, dirigida por el colombiano Jorge Luis Pinto, se produjo en el partido amistoso celebrado el 16 de febrero de 2005 en Heredia, enfrentando al combinado de Ecuador (derrota 1-2). Miller ingresó de cambio al minuto 80' por Douglas Sequeira.
El defensa rápidamente disputó su primera competencia en el marco de la Copa de Naciones UNCAF en territorio guatemalteco. Jugó el 23 de febrero por la segunda fecha del grupo B contra Panamá (triunfo 1-0) en el Estadio Mateo Flores, en la que fue titular en todos los minutos. El 27 de febrero se proclamó campeón de la competencia tras la victoria en penales sobre Honduras.
Miller fue convocado por el entrenador Alexandre Guimarães para jugar la Copa de Oro de la Concacaf 2005, celebrada en Estados Unidos, en la que fue la primera aparición en el máximo torneo continental de selecciones. El futbolista participó en las victorias contra Canadá (0-1) y Cuba (1-3), así como en el tercer partido de la fase de grupos en el empate sin goles frente a los estadounidenses. El 16 de julio fue titular en la totalidad de los minutos ante Honduras, por la ronda de los cuartos de final, donde se dio la eliminación de su conjunto por 3-2.
Enfrentó las eliminatorias de Concacaf para los mundiales 2006 y 2010, llegando a disputar el repechaje continental para este último sin tener éxito en la serie contra Uruguay.
Ahora con Ricardo La Volpe en el puesto de estratega, el defensor jugó en su totalidad la Copa Centroamericana 2011, en la que se hizo con el segundo lugar tras perder la final ante Honduras.
El 7 de junio de 2013, Miller marca su primer gol en la selección, precisamente sobre Honduras en el Estadio Nacional por la eliminatoria al Mundial 2014, el cual significó el triunfo 1-0 en esa oportunidad.
Posteriormente tuvo acción en la Copa de Oro de la Concacaf 2013, sumando tres apariciones donde su equipo fue eliminado en cuartos de final por Honduras.
El 12 de mayo de 2014, el entrenador de la selección costarricense, Jorge Luis Pinto, incluyó a Miller en la convocatoria preliminar con miras a la Copa Mundial de Brasil. Finalmente, fue confirmado en la nómina definitiva de veintitrés jugadores el 30 de mayo. El 14 de junio fue la primera fecha del certamen máximo, en la que su grupo enfrentó a Uruguay en el Estadio Castelão de Fortaleza. Roy esperó desde el banquillo y pese a tener el marcador en contra, su nación logró revertir la situación y ganó con cifras de 1-3. El 20 de junio, en la Arena Pernambuco contra Italia, el defensa repetiría en la suplencia en la victoria ajustada 0-1. De esta manera, los costarricenses clasificaron a la siguiente ronda que no lo hacían desde 1990. Para el compromiso de cuatro días después ante Inglaterra en el Estadio Mineirão, Miller pudo hacer su debut y completó todos los minutos. El resultado se consumió empatado sin goles. El 29 de junio, por los octavos de final, se presentó la victoria en penales sobre Grecia, y su selección se despidió el 5 de julio ante Países Bajos.
El 13 de septiembre de 2014, gana su segundo título con la escuadra costarricense en la Copa Centroamericana.
El 8 de julio de 2015 consigue un nuevo gol en el empate 2-2 contra Jamaica por la Copa de Oro de la Concacaf. Participó en el resto de los duelos de la fase de grupos ante El Salvador (1-1) y Canadá (0-0). El 19 de julio, en el partido de los cuartos de final contra México, Miller derribó dentro del área al rival Oribe Peralta al minuto 120', que posteriormente se convirtió en el tanto de penal controversial de Andrés Guardado que sentenció la derrota y eliminación de su selección por 1-0.
El 15 de diciembre de 2015, se dio su último partido representando a su país en la victoria 1-0 frente a Nicaragua, compromiso que no fue considerado dentro de fecha FIFA.

#### Participaciones internacionales
| Competición                     | Sede              | Resultado        |
| ------------------------------- | ----------------- | ---------------- |
| Copa Mundial Sub-17 de 2001     | Trinidad y Tobago | Cuartos de final |
| Copa de Naciones UNCAF 2005     | Guatemala         | Campeón          |
| Copa de Oro de la Concacaf 2005 | Estados Unidos    | Cuartos de final |
| Copa Centroamericana 2011       | Panamá            | Subcampeón       |
| Copa de Oro de la Concacaf 2013 | Estados Unidos    | Cuartos de final |
| Copa Mundial de 2014            | Brasil            | Cuartos de final |
| Copa Centroamericana 2014       | Estados Unidos    | Campeón          |
| Copa de Oro de la Concacaf 2015 | Estados Unidos    | Cuartos de final |

## Estadísticas

### Clubes
Actualizado al último partido jugado el 15 de mayo de 2022.
| C. S. Cartaginés Costa Rica |               |               |     |    |    |   |    |     |     |    |
| 1.ª | 2001-02       | 3             | 0   | —  | —  | — | —  | 3   | 0   |    |
| 1.ª | 2002-03       | 1             | 0   | —  | —  | — | —  | 1   | 0   |    |
| 1.ª | 2003-04       | 5             | 0   | —  | —  | — | —  | 5   | 0   |    |
| 1.ª | 2004-05       | 28            | 0   | —  | —  | — | —  | 28  | 0   |    |
| Total club | Total club    | 37            | 0   | —  | —  | — | —  | 37  | 0   |    |
| F. K. Bodø/Glimt Noruega |               |               |     |    |    |   |    |     |     |    |
| 1.ª | 2005          | 1             | 0   | —  | —  | — | —  | 1   | 0   |    |
| 2.ª | 2006          | 18            | 3   | 3  | 0  | — | —  | 21  | 3   |    |
| 2.ª | 2007          | 28            | 3   | 2  | 0  | — | —  | 30  | 3   |    |
| Total club | Total club    | 47            | 6   | 5  | 0  | — | —  | 52  | 6   |    |
| Rosenborg Ballklub Noruega |               |               |     |    |    |   |    |     |     |    |
| 1.ª | 2008          | 14            | 0   | 2  | 0  | 0 | 0  | 16  | 0   |    |
| 1.ª | 2009          | 3             | 0   | 3  | 1  | 7 | 0  | 13  | 1   |    |
| Total club | Total club    | 17            | 0   | 5  | 1  | 7 | 0  | 29  | 1   |    |
| Örgryte I. S. Suecia |               |               |     |    |    |   |    |     |     |    |
| 1.ª | 2009          | 14            | 0   | —  | —  | — | —  | 14  | 0   |    |
| Total club | Total club    | 14            | 0   | —  | —  | — | —  | 14  | 0   |    |
| New York Red Bulls Estados Unidos |               |               |     |    |    |   |    |     |     |    |
| 1.ª | 2010          | 27            | 0   | 1  | 0  | — | —  | 28  | 0   |    |
| 1.ª | 2011          | 33            | 0   | —  | —  | — | —  | 33  | 0   |    |
| 1.ª | 2012          | 26            | 0   | —  | —  | — | —  | 26  | 0   |    |
| 1.ª | 2013          | 17            | 0   | 1  | 0  | — | —  | 18  | 0   |    |
| 1.ª | 2014          | 26            | 0   | 0  | 0  | 1 | 0  | 27  | 0   |    |
| 1.ª | 2015          | 6             | 0   | 1  | 0  | — | —  | 7   | 0   |    |
| Total club | Total club    | 135           | 0   | 3  | 0  | 1 | 0  | 139 | 0   |    |
| Deportivo Saprissa Costa Rica |               |               |     |    |    |   |    |     |     |    |
| 1.ª | 2015-16       | 22            | 1   | —  | —  | — | —  | 22  | 1   |    |
| 1.ª | 2016-17       | 32            | 3   | —  | —  | 6 | 0  | 38  | 3   |    |
| Total club | Total club    | 54            | 4   | —  | —  | 6 | 0  | 60  | 4   |    |
| Portland Timbers Estados Unidos |               |               |     |    |    |   |    |     |     |    |
| 1.ª | 2017          | 27            | 1   | 0  | 0  | — | —  | 27  | 1   |    |
| Total club | Total club    | 27            | 1   | 0  | 0  | — | —  | 27  | 1   |    |
| Portland Timbers 2 Estados Unidos |               |               |     |    |    |   |    |     |     |    |
| 2.ª | 2018          | 7             | 0   | —  | —  | — | —  | 7   | 0   |    |
| 2.ª | 2019          | 13            | 0   | —  | —  | — | —  | 13  | 0   |    |
| Total club | Total club    | 20            | 0   | —  | —  | — | —  | 20  | 0   |    |
| Deportivo Saprissa Costa Rica |               |               |     |    |    |   |    |     |     |    |
| 1.ª | 2019-20       | 14            | 0   | —  | —  | 6 | 0  | 20  | 0   |    |
| Total club | Total club    | 14            | 0   | —  | —  | 6 | 0  | 20  | 0   |    |
| Santos de Guápiles Costa Rica |               |               |     |    |    |   |    |     |     |    |
| 1.ª | 2020-21       | 19            | 1   | —  | —  | — | —  | 19  | 1   |    |
| Total club | Total club    | 19            | 1   | —  | —  | — | —  | 19  | 1   |    |
| Sporting F. C. Costa Rica |               |               |     |    |    |   |    |     |     |    |
| 1.ª | 2021-22       | 20            | 5   | —  | —  | — | —  | 20  | 5   |    |
| Total club | Total club    | 20            | 5   | —  | —  | — | —  | 20  | 5   |    |
| Total carrera | Total carrera | Total carrera | 404 | 17 | 13 | 1 | 20 | 0   | 437 | 18 |
| (1) Incluye datos de la Copa de Noruega (2006-09) / U. S. Open Cup (2010-17). (2) Incluye datos de la Copa de la UEFA (2008) / Copa Intertoto de la UEFA (2008) / Liga Europa de la UEFA (2009) / Liga de Campeones de la Concacaf (2014-20) / Liga Concacaf (2019). (3) No incluye goles en partidos amistosos. |               |               |     |    |    |   |    |     |     |    |

### Selección
Actualizado al último partido jugado el 15 de diciembre de 2015.
| Costa Rica |                 |    |   |    |   |   |   |    |    |    |   |
| 2005 | 5               | 0  | 2 | 0  | — | — | 1 | 0  | 8  | 0  |   |
| 2006 | —               | —  | — | —  | — | — | 3 | 0  | 3  | 0  |   |
| 2007 | —               | —  | — | —  | — | — | 1 | 0  | 1  | 0  |   |
| 2009 | —               | —  | 2 | 0  | — | — | — | —  | 2  | 0  |   |
| 2010 | —               | —  | — | —  | — | — | 4 | 0  | 4  | 0  |   |
| 2011 | 4               | 0  | — | —  | — | — | 7 | 0  | 11 | 0  |   |
| 2012 | —               | —  | 4 | 0  | — | — | 4 | 0  | 8  | 0  |   |
| 2013 | 3               | 0  | 3 | 1  | — | — | — | —  | 6  | 1  |   |
| 2014 | 1               | 0  | — | —  | 1 | 0 | 6 | 0  | 8  | 0  |   |
| 2015 | 4               | 1  | — | —  | — | — | 3 | 0  | 7  | 1  |   |
| Total selección | Total selección | 17 | 1 | 11 | 1 | 1 | 0 | 29 | 0  | 58 | 2 |
| (1) Incluye datos de la Copa UNCAF / Centroamericana (2005-14) / Copa de Oro de la Concacaf (2005-15). (2) Incluye datos de la Eliminatoria de Concacaf para la Copa Mundial (2005-13) / Repesca intercontinental para la Copa Mundial (2009). (3) Incluye datos de la Copa Mundial (2014). |                 |    |   |    |   |   |   |    |    |    |   |

### Goles internacionales
| Gol | Fecha              | Sede                                       | Oponente | Marcador | Resultado | Competencia                  |
| --- | ------------------ | ------------------------------------------ | -------- | -------- | --------- | ---------------------------- |
| 1.  | 7 de junio de 2013 | Estadio Nacional, San José, Costa Rica     | Honduras | 1 - 0    | 1 - 0     | Eliminatoria al Mundial 2014 |
| 2.  | 8 de julio de 2015 | StubHub Center, California, Estados Unidos | Jamaica  | 1 - 1    | 2 - 2     | Copa Oro de la Concacaf 2015 |

## Palmarés

### Títulos nacionales
| Título                 | Club               | País           | Año  |
| ---------------------- | ------------------ | -------------- | ---- |
| MLS Supporters' Shield | New York Red Bulls | Estados Unidos | 2013 |
| MLS Supporters' Shield | New York Red Bulls | Estados Unidos | 2015 |
| Campeonato de Invierno | Deportivo Saprissa | Costa Rica     | 2016 |
| Torneo de Clausura     | Deportivo Saprissa | Costa Rica     | 2020 |

### Títulos internacionales
| Título                 | Club                    | Lugar          | Año  |
| ---------------------- | ----------------------- | -------------- | ---- |
| Copa de Naciones UNCAF | Selección de Costa Rica | Guatemala      | 2005 |
| Copa Centroamericana   | Selección de Costa Rica | Estados Unidos | 2014 |
| Liga Concacaf          | Deportivo Saprissa      | Honduras       | 2019 |